# Leptometra phalangium
Leptometra phalangium es un equinodermo crinoideo que vive generalmente en el Mediterráneo. Se alimenta de pequeños moluscos y diminutas plantas marinas. A pesar de tener diez largos brazos que parecen no tener aparato ambulacral, está claro que lo tienen, hecho propio de los equinodermos. Mide unos 25 centímetros de diámetro y parece un sombrero de plumas.